# Амстед, Данелль
Данелль д’Аквани Амстед (англ. Danelle D’Aquanni Umstead; род. 15 февраля 1972 года, Таос, Нью-Мексико, США) — американская горнолыжница и паралимпийка. Входила в состав сборной США по Паралимпийским играм.
Данелль страдает пигментным ретинитом, наследственным дегенеративным заболеванием глаз, приведшим к слепоте.

## Соревнования
Данелль Амстед участвовала в женском слаломе, гигантском слаломе, скоростном спуске, супер-гиганте и горнолыжной комбинации на зимних Паралимпийских играх 2010 года в Ванкувере со своим мужем Робом Амстедом в качестве спортсмена-ведущего. Они взяли бронзовые медали в скоростном спуске и горнолыжной комбинации.
Участвовала в зимних Паралимпийских играх 2014 года в Сочи, завоевав бронзовую медаль в супер-комбинации.
Участвовала в зимних Паралимпийских играх 2018 года в Пхенчхане в скоростном спуске, слаломе, гигантском слаломе, супер-гиганте и супер-комбинации.
12 сентября 2018 года Данелль Амстед была объявлена одной из знаменитостей, участвующих в 27-м сезоне «Танцев со звёздами». Её профессиональным партнером стал Артём Чигвинцев.